# Windmühle (Vitte)

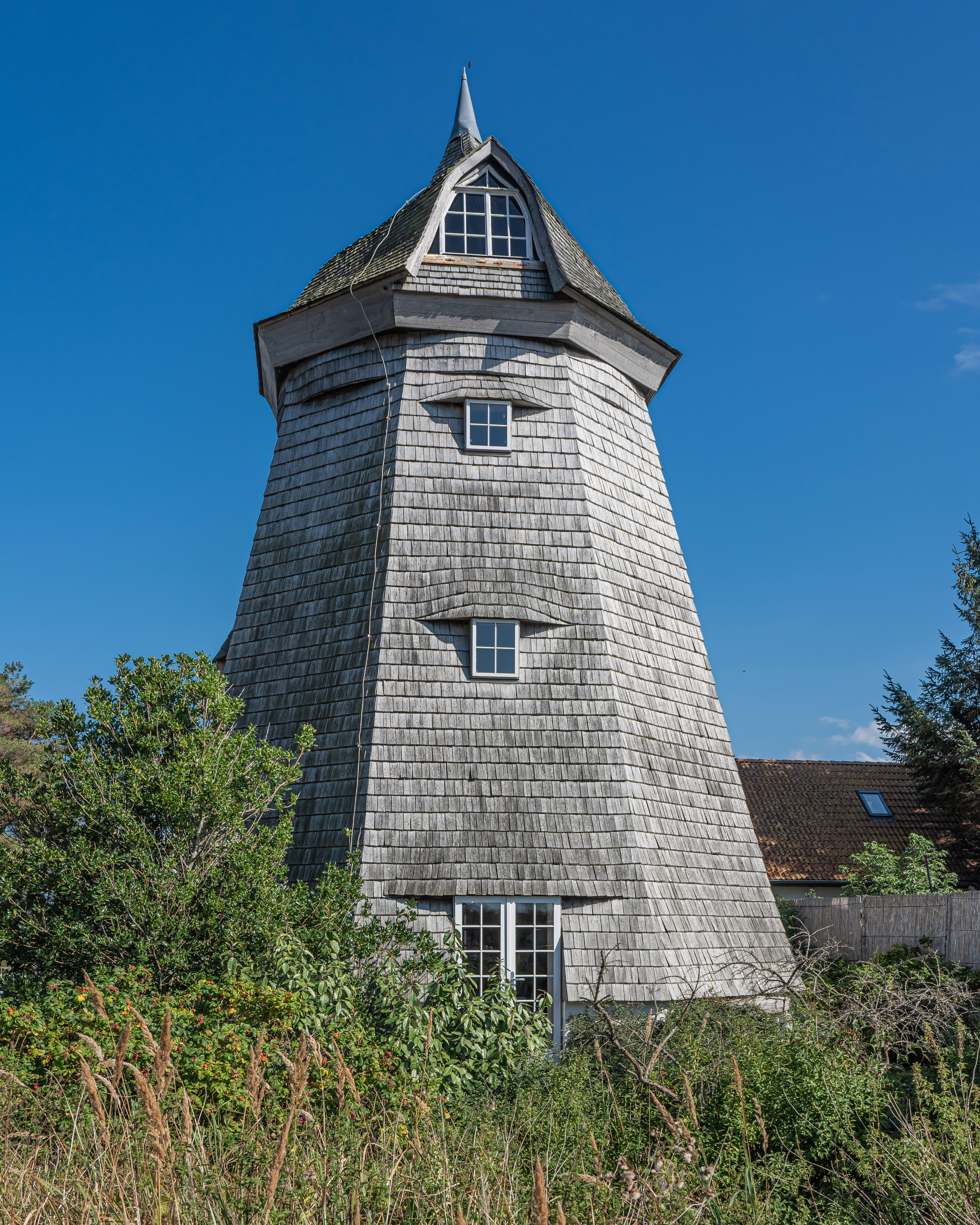
Mühle 2022

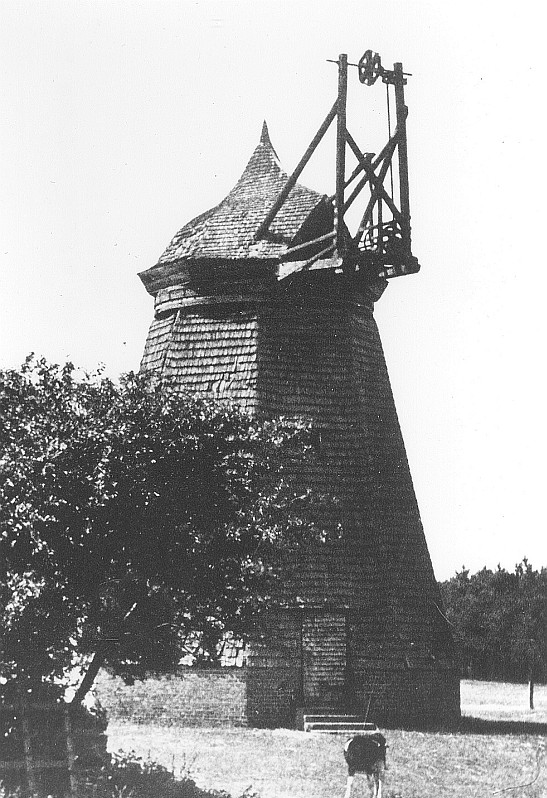
Mühle vor dem Umbau zu einer Wohnung, vor 1961

Die Windmühle in Vitte, Norderende 172 auf der Insel Hiddensee gehört zum Mühlentyp der Erdholländer. Heute dient sie als Wohngebäude und steht unter Denkmalschutz.

## Geschichte
Ursprünglich gab es zwei Windmühlen auf Hiddensee. Eine Mühle stand in der Nähe des Gutshofes in Kloster, als das Kloster zum Heiligen Geist aus Stralsund um 1860 das Mühlen- und Krugwesen neu regelte. Damals wurde der Standort dieser erst 10 Jahre alten Mühle in den Süden von Vitte in den Wiesenweg verlegt. Nur noch ein Mühlstein und der Name „Mühlenhof“ erinnert heute an diese Bockwindmühle.
1907 brannte ein Vorgänger der heutigen Mühle im Norden von Vitte ab. Danach erwarb Waldemar Schwartz, seit 1893 Müller und Bäckermeister in Norderende, eine gebrauchte Mühle. Diese hatte vorher in Demmin gestanden und wurde dort in Einzelteile zerlegt. Nach dem Transport per Schiff auf die Insel Hiddensee wurde sie bei Vitte wieder aufgebaut. Nachdem Hiddensee Ende der 1920er Jahre elektrifiziert wurde, demontierte man die Flügel der Mühle und stellte sie auf Elektroantrieb um. Der Mühlenkopf und die Flügelwelle blieben bestehen.
Im Jahr 1945 strandete ein mit Getreide beladenes Schiff an der Westküste der Insel. Die Mühle wurde genutzt, um das Korn zu mahlen und viele Hiddenseer damit zu versorgen. Danach wurde sie über viele Jahre nicht mehr genutzt. Der Bauzustand verschlechterte sich. Der Architekt Helmut Trauzettel und seine Frau Hannelore erwarben die Mühle 1961 und bauten sie in Abstimmung mit der Denkmalbehörde in Schwerin zu einem Ferienhaus um. Dazu wurde die Mühle entkernt. Anfang der 2000er Jahre wurden noch einmal umfangreiche Instandsetzungen durchgeführt.

## Beschreibung
Das Alter der Getreidemühle ist nicht bekannt. Sie wurde am ersten Standort in Demmin schon viele Jahre genutzt. Auf Bestandsskizzen von Helmut Trauzettel ist der Erdholländer mit einer Windrose als Flügelnachführung dargestellt. Im ersten Geschoss lag danach das Kronrad. An den Mehlpfeifen wurde das Mehl in Säcke verpackt. Auf dem darüber liegende Mehlboden wurden zwei Mahlgänge ausgeführt. Über eine Aufzugstrommel wurde das Korn auf den Schüttboden im dritten Geschoss gebracht. Darüber wurde die Windkraft von der Flügelwelle des Windrades auf das Kammrad übertragen.
Die sechseckige Grundrissform der Mühle wird durch ein Tragwerk aus Holz geformt. Die Außenverkleidung besteht aus Holzschindeln. Die Spitze der Mühle krönt eine Spitze aus Zinkblech.